# Phalera demaculata
Phalera demaculata är en fjärilsart som beskrevs av Embrik Strand 1903. Phalera demaculata ingår i släktet Phalera och familjen tandspinnare. Inga underarter finns listade i Catalogue of Life.